# 뱀파이어와의 인터뷰 (영화)
《뱀파이어와의 인터뷰》(영어: Interview with the Vampire)은 1994년에 개봉한 미국의 영화이다.

## 줄거리
1994년 샌프란시스코에서 기자 대니얼 몰로이는 스스로를 흡혈귀라고 주장하는 루이 드 푸앵트 뒤 락을 인터뷰하고, 몰로이는 처음에는 회의적이다. 루이는 1791년 루이지애나에서 부유한 플랜테이션 소유주로서의 인간 시절을 묘사한다. 아내와 태어나지 않은 아이의 죽음으로 낙심한 그는 어느 날 밤 뉴올리언스의 부둣가를 술에 취해 배회하다가 흡혈귀 레스타 드 리옹쿠르의 습격을 받는다. 레스타는 루이의 삶에 대한 불만을 감지하고 그를 흡혈귀로 만들 것을 제안한다. 루이는 받아들이지만, 곧 후회하게 된다. 레스타는 인간을 사냥하고 죽이는 것을 즐기는 반면, 루이는 레스타의 짜증에도 불구하고 살인 본능에 저항하며 대신 동물 피를 마셔 생존한다.
결국 뉴올리언스에 페스트가 발생한 와중에 루이는 페스트로 어머니를 잃은 어린 소녀의 피를 마신다. 루이를 자신과 함께 머물게 하기 위해 레스타는 죽어가는 소녀 클로디아를 흡혈귀로 만든다. 그들은 함께 그녀를 딸처럼 키운다. 루이는 클로디아에게 사랑을 느끼는 반면, 레스타는 그녀를 더 학생처럼 응석받이로 키우며 무자비한 살인자로 훈련시킨다. 30년이 흐르고, 클로디아는 심리적으로 성숙하지만 외모는 어린 소녀로 남아 레스타에게 계속 그런 취급을 받는다. 자신이 결코 나이를 먹거나 성숙한 여인이 되지 못할 것이라는 사실을 깨닫자 그녀는 레스타에게 분노하고 루이에게 그를 떠나야 한다고 말한다. 그녀는 레스타가 아편 팅크 과다 복용으로 죽인 쌍둥이 소년들의 "죽은 피"를 마시게 속여 레스타를 약화시킨 다음 그의 목을 벤다. 루이는 충격과 화가 났지만, 레스타의 시체를 늪에 버리는 것을 돕는다. 그들은 다른 흡혈귀를 찾기 위해 유럽으로의 항해를 몇 주 동안 계획하지만, 출발하는 밤에 레스타가 늪 생물의 피를 마시고 살아남아 돌아온다. 레스타가 그들을 공격하자 루이는 그에게 불을 붙여 불이 프렌치쿼터 전체로 번지게 하고 그들은 배로 도망쳐 출발한다.
유럽과 지중해를 여행했지만 다른 흡혈귀를 찾지 못한 루이와 클로디아는 1870년 9월 파리에 정착한다. 루이는 우연히 흡혈귀 산티아고와 아르망을 만난다. 아르망은 루이와 클로디아를 자신의 코븐인 테아트르 데 방피르로 초대한다. 그곳에서 흡혈귀들은 인간들을 위해 연극적인 공포 쇼를 상연한다. 극장을 나서는 길에 산티아고는 루이의 마음을 읽고 루이와 클로디아가 레스타를 죽였다고 의심한다. 아르망은 루이에게 클로디아를 안전을 위해 멀리 보내라고 경고하고, 루이는 흡혈귀가 된다는 것의 의미를 배우기 위해 아르망과 함께 머문다. 클로디아는 루이에게 인간 여성 마들렌을 흡혈귀로 만들어 그녀의 새로운 보호자이자 동반자로 삼으라고 요구하고, 루이는 마지못해 따른다. 얼마 후, 파리 흡혈귀들이 그들 셋을 납치하여 레스타 살해에 대한 처벌로 루이를 철제 관에 가두어 천천히 굶어 죽게 하고, 클로디아와 마들렌을 방에 가두어 햇빛에 태워 재로 만든다. 아르망은 이를 막기 위해 아무것도 하지 않지만, 다음 날 루이를 풀어준다. 복수를 위해 루이는 새벽에 극장으로 돌아와 불을 지르고, 산티아고를 포함한 모든 흡혈귀를 죽인다. 아르망은 루이가 해 뜨는 것을 피할 수 있도록 제때 도착하여 다시 그에게 자신과 함께할 것을 제안한다. 루이는 아르망의 방식과 예측 불가능한 성격을 받아들일 수 없어 그를 거부하고 떠나는데, 아르망이 클로디아의 살인을 허용했다는 것을 알았기 때문이다.
수십 년이 지나도 루이는 클로디아의 상실감에서 결코 회복되지 못하고 혼자서 세상을 우울하게 탐험한다. 1988년에 그는 뉴올리언스로 돌아오고 어느 날 밤 쇠약해진 레스타를 만난다. 레스타는 버려진 저택에서 은둔하며 루이가 한때 그랬던 것처럼 쥐의 피로 연명하고 있었다. 레스타는 클로디아를 흡혈귀로 만든 것을 후회한다고 말하고 루이에게 다시 합류할 것을 요청하지만, 루이는 거절하고 떠난다. 루이는 몰로이와의 인터뷰를 끝내고, 몰로이는 루이에게 자신을 새로운 흡혈귀 동반자로 만들어 달라고 간청한다. 루이는 몰로이가 자신이 이야기한 고통의 이야기를 이해하지 못했다는 사실에 격분하여 몰로이를 공격하여 그 생각을 포기하게 만든다. 몰로이는 자신의 차로 달려가 루이의 인터뷰가 녹음된 카세트테이프를 틀고 떠난다. 골든게이트교에서 레스타가 나타나 몰로이를 공격하고 차를 장악한다. 몰로이의 피로 되살아난 레스타는 그에게 자신이 "결코 갖지 못했던" 선택권, 즉 흡혈귀가 될지 말지를 제안하고, 웃으며 계속 운전한다.

## 한국판 성우진(KBS, 1997년 7월 5일)
- 장세준 - 루이(브래드 피트)
- 박기량 - 레스타트(톰 크루즈)
- 홍시호 - 아르망(안토니오 반데라스)
- 정미숙 - 클로디아(커스틴 던스트)
- 이재용 - 말로이(크리스찬 슬레이터)
- 이윤선 - 산티아고(스티븐 레이)
- 문옥현 - 귀족(라일라 헤이 오웬)
- 이진화 - 마들린(도미지아나 지오다노) / 뉴올리언스 창녀(안드라 오브)
- 문관일 - 술집 남자(존 맥코넬) / 인형 만드는 사람(조지 켈리)
- 조유연 - 하녀(탠디 뉴턴)
- 한호웅 - 귀족의 하인(리 E. 샤프스타인)